# Карта мародёров
Ка́рта Мародёров (англ. Marauder’s Map) — особая карта из серии книг Джоан Роулинг, которая показывает местоположения друзей и врагов Гарри Поттера в Хогвартсе. Эту карту создали Джеймс Поттер, Римус Люпин, Сириус Блэк и Питер Петтигрю во время учёбы в Хогвартсе. Позже братья Фред и Джордж Уизли украли карту у Филча. Они передали карту Гарри Поттеру.

## Использование
Чтобы увидеть карту, нужно дотронуться до неё волшебной палочкой и произнести: «Торжественно клянусь, что замышляю шалость, и только шалость». Сначала на карте появляется текст: 
«Господа Лунатик, Хвост, Бродяга и Сохатый! Поставщики вспомогательных средств для волшебников-шалунов с гордостью представляют своё новое изобретение — Карту Мародёров…»
а затем постепенно появляется сама карта территории Хогвартса, включая секретные ходы, местоположение каждого человека внутри замка. Единственное, что на Карте Мародёров не отображается, — это Выручай-комната. Гарри обнаружил этот недостаток, когда не смог найти на карте Драко Малфоя. Возможная причина этого — то, что мародёрам не было известно о существовании Выручай-комнаты. Она также может быть «ненаносимой» — например, по причине того, что не занимает пространства (так как может превращаться во что угодно). Чтобы превратить карту в пергамент, надо коснуться её волшебной палочкой и произнести: «Шалость удалась!». Если кто-то не знает, как действует Карта Мародёров, и просить её открыть свои секреты, то господа Лунатик, Хвост, Бродяга и Сохатый по очереди оскорбляют его, и просят не лезть не в своё дело. В одном из случаев это был Северус Снегг:
«М-р Лунатик приветствует профессора Снегга и просит его не совать свой длинный нос в чужие дела.<…>
М-р Сохатый присоединяется к м-ру Лунатику и хотел бы добавить, что профессор Снегг урод и кретин.<…>
М-р Бродяга расписывается в своём изумлении, что такой идиот стал профессором.<…>

М-р Хвост кланяется профессору Снеггу и советует ему, чёртову неряхе, вымыть наконец-то голову.»
Ряд исследователей указывают на сюжетную дыру, связанную с неполным описанием функционала карты: если она отображает всех посетителей Хогвартса, то непонятно почему ни Фред, ни Джордж не заметили, что рядом с их братом Роном Уизли постоянно есть Питер Петтигрю в виде крысы.